# Sekundærrute 287

Sekundærrute 287 er en rutenummereret landevej på Farø, Bogø og Møn.
Ruten strækker sig fra Farø til Møns Klint.
Rute 287 har en længde på ca. 46 km.